# David Levy (astrónomo)
David H. Levy (22 de mayo de 1948) es un astrónomo amateur  canadiense y escritor científico conocido por el descubrimiento del cometa Shoemaker-Levy 9, que colisionó con el planeta Júpiter en 1994.
Levy nació en Montreal, Quebec, Canadá, pero ahora vive en Nuevo México.
Levy ha descubierto 21 cometas, de forma independiente o con Carolyn y Eugene Shoemaker, y ha escrito alrededor de 30 libros, la mayoría de temática astronómica.
Entre los cometas periódicos co-descubiertos se incluyen 118P/Shoemaker-Levy, 129P/Shoemaker-Levy, 135P/Shoemaker-Levy, 137P/Shoemaker-Levy, 138P/Shoemaker-Levy, 145P/Shoemaker-Levy.
El asteroide (3673) Levy fue nombrado en su honor.